# Инди (музыка)
И́нди-музыка (англ. Indie music или просто indie, от англ. independent music — «независимая музыка») включает в себя музыкальные жанры, субкультуры, для которых характерны независимость от коммерческой поп-музыки и мейнстрима, особая DIY идеология (Do It Yourself — делай это сам).
Префикс «инди-» может использоваться вместе с названием жанра (например, инди-рок или инди-поп), в этом случае термин может подразумевать и музыку, продюсированную коммерческими лейблами. Появление термина относится к 1920-м годам. Впервые он использовался в отношении кинокомпаний и позднее распространился на независимых музыкантов и издателей звукозаписей.